# 石井利江子
石井 利江子（いしい りえこ）は、日本の経済学者。滋賀大学経済学部教授。東京工業大学工学部社会工学科卒、大阪大学経済学研究科博士課程修了。博士（経済学）。研究分野は産業組織論。

## 受賞
- 第10回 大阪大学社会経済研究所・森口賞[1]
- 第4回 宮澤健一賞[2]